# Memoria del saqueo
Memoria del saqueo es una película documental argentina dirigida por Fernando Ezequiel "Pino" Solanas, estrenada el 18 de marzo de 2004.

## Sinopsis
La cinta intenta componer una imagen viva de la situación por la que pasó la Argentina desde la dictadura militar de 1976 hasta el estallido de la revuelta del 19 y 20 de diciembre de 2001. Fueron veinticinco años de terribles problemas económicos y sociales disimulados por el período de paz y tranquilidad que atravesaba el país. Argentina pasó en un tiempo récord de la prosperidad a la necesidad a causa de la exorbitante deuda nacional, la desenfrenada corrupción en el poder político y el sector financiero y el expolio de los bienes públicos. Sucedió con la complacencia de numerosas compañías multinacionales y la complicidad de los organismos públicos internacionales.
Pretende sacar a la luz los mecanismos de esta catástrofe poniendo de manifiesto la dignidad y el coraje de millones de argentinos que luchan por no sumirse en la pobreza. Fernando E. Solanas dirige esta película en la que expone la certeza de que "otro mundo es posible" de cara a la globalización.

## Documentales
Memoria del saqueo forma parte de una serie de 5 documentales del mismo director:
- Memoria del saqueo (2004)
- La dignidad de los nadies (2005)
- Argentina latente (2007)
- La próxima estación (2008)
- Tierra sublevada: Oro impuro (2009)